# Hersilia incompta
Espèce
Hersilia incompta est une espèce d'araignées aranéomorphes de la famille des Hersiliidae.

## Distribution
Cette espèce est endémique de Côte d'Ivoire.

## Description
Le mâle mesure 4,32 mm et la femelle 6,60 mm.

## Publication originale
- Benoit, 1971 : Notules arachnologiques africaines I. Revue de Zoologie et de Botanique Africaines, vol. 83, p. 147-158.